# 小行星4266
小行星4266（英語：4266 Waltari）是一颗围绕太阳公转的小行星。1940年12月28日，爾約·維薩拉在图尔库发现了此天体。
这颗小行星的绝对星等为157.108986679745等。